# Absurd toneel
Absurd toneel (ook anti-theater of nouveau théâtre) is een toneelgenre waarin de onlogische en irrationele aspecten van het leven benadrukt worden, vaak om de doelloosheid van het leven aan te tonen. Het absurd toneel werd populair in het eerste decennium na de Tweede Wereldoorlog, gelijktijdig met de absurdistische filosofische stroming.
In het absurd toneel wordt vaak uitgegaan van realistische karakters, situaties en theatrale conventies. Tijd, plaats en identiteit zijn vaak vaag en dubbelzinnig. Veelal wordt er een droomachtige of beangstigende sfeer geschapen en vinden er herhaaldelijke of onzinnige dialogen plaats.
De oorsprong van het absurd toneel ligt eigenlijk in het absurdisme in de filosofie. Dit is een afsplitsing van het existentialisme. De absurdistische filosoof Albert Camus (1913-1960) was van mening dat het leven betekenisloos is en dat het leven daarnaast onverklaarbaar is. Toch zijn er mensen die proberen het bestaan van de mens te doorgronden en dat heeft slechts lijden tot gevolg.
Camus schreef onder andere De mythe van Sisyphus. Door middel van dat werk is zijn filosofie af te leiden, namelijk dat het leven in zijn geheel geen betekenis heeft. Pas wanneer men dat beseft, is het mogelijk om als mens een positief bestaan te leiden. Naast literatuur schreef Camus ook toneelstukken, waaronder Caligula en De rechtvaardigen. De rechtvaardigen is een absurdistisch toneelstuk van Camus. Daarin zet hij de mens neer die een absurd bestaan leidt in een zoektocht naar rechtvaardigheid en invulling van het leven.
De Franse term voor absurd toneel, nouveau théâtre, werd geïntroduceerd door de toneelcriticus Martin Esslin, die het in 1962 als titel van een boek over het onderwerp gebruikte. Esslin zag als eerste het werk van deze toneelschrijvers als een artistieke parallel met de absurdistische filosofie van Albert Camus.
Een voorganger van absurd toneel is dadaïsme (vanaf het eind van de Eerste Wereldoorlog tot ongeveer 1920). Dit is een stroming waar absurdisme vaak mee vergeleken wordt. Absurdistische theatermakers hadden dan ook veel contacten met dadaïstische en surrealistische theatermakers, zoals Tristan Tzara en Andre Breton. In dadaïstisch theater worden, net als in absurd theater, tijd en identiteit vaak onbegrijpelijk neergezet, door middel van gewelddadige en willekeurige scènes. Daarnaast wordt gebruikgemaakt van onlogisch taalgebruik, bijvoorbeeld door het door elkaar gooien van zinsbouw, en personages zijn verwisselbaar. De droomwereld is hierbij de belangrijkste inspiratiebron en er wordt ook door middel van decor geprobeerd een droomachtig effect te scheppen.
Volgens Martin Esslin zijn de vier belangrijkste absurdische toneelschrijvers Eugène Ionesco, Samuel Beckett, Jean Genet en Arthur Adamov. Andere schrijvers die vaak met het absurd theater worden geassocieerd zijn Friedrich Dürrenmatt, Fernando Arrabal, Harold Pinter, Edward Albee, André Brink en Jean Tardieu.
Eugène Ionesco (1909-1994) schreef enkele belangrijke absurdistische toneelstukken. Daarin gebruikte hij typisch absurdistische thema's, zoals zinloosheid van het leven, de dood en waanzin. Een voorbeeld van zo'n toneelstuk is De Koning sterft. Centraal staat ook in dit stuk het leven dat geen doel heeft.
Het meest bekende absurdistische toneelstuk is waarschijnlijk wel Wachten op Godot. Dit stuk is in 1952 geschreven door Samuel Beckett. Dit is een goed voorbeeld om de kenmerken van het absurdistisch toneel te verduidelijken. Het gaat over twee mannen die wachten op Godot. De communicatie tussen deze twee personen loopt erg moeizaam. Wie Godot is, is niet bekend. Ook is de tijd onbekend. Het stuk gaat over twee dagen, maar hoelang de twee al wachten blijft een raadsel. Zoals in veel absurdistische toneelstukken zijn de personages niet eenduidig: ze nemen meermaals elkaars eigenschappen over en ook wisselen ze af en toe van hoed. Een ander kenmerk is dat er veel herhaling in voorkomt. Zo lijkt de tweede dag die gespeeld wordt, heel erg veel op de eerste dag. Ook in de tekst wordt er veel herhaald. Wat het verhaal nog eens extra absurd maakt, is dat de personages de tweede dag niets meer weten van wat er de eerste dag gebeurde.